# 1032
Évszázadok: 10. század – 11. század – 12. század
Évtizedek: 980-as évek – 990-es évek – 1000-es évek – 1010-es évek – 1020-as évek – 1030-as évek – 1040-es évek – 1050-es évek – 1060-as évek – 1070-es évek – 1080-as évek
Évek: 1027 – 1028 – 1029 – 1030 –  1031 – 1032 – 1033 – 1034 – 1035 – 1036 – 1037

## Események
- I. István magyar király megvakíttatja a lázadó Vazult, fiait pedig külföldre száműzi.
- október – IX. Benedek pápa megválasztása (megszakításokkal 1048-ig uralkodik).[1]</ref>
- Domenico Flabanico velencei dózse megválasztása (1042-ig uralkodik).
- I. Henrik francia király lemond a burgundi hercegi címről II. Róbert király fia I. Róbert herceg javára (aki 1076-ig uralkodik).

## Születések
- az év folyamán – III. Rómanosz bizánci császár († 1072)
- Jelizaveta Jaroszlavna I. Jaroszláv kijevi nagyfejedelem lánya, Norvégia királynéja.
- Cseng-hao kínai filozófus († 1085).
- II. Vratiszláv cseh király († 1092).

## Halálozások
- tavasz folyamán – Veszprém lengyel fejedelem (* 986/987)
- szeptember 6. – III. Rudolf burgund király (* 971)
- október 20. – XIX. János pápa.[2]